# Tungvikt i fristil i brottning vid olympiska sommarspelen 1972
Herrarnas brottningsturnering i fristil i viktklassen tungvikt vid olympiska sommarspelen 1972 avgjordes i Fairgrounds, Judo and Wrestling Hall i München. 

## Medaljörer
| Klass    | Guld                         | Silver                             | Brons                   |
| Tungvikt | Ivan Jarigin · Sovjetunionen | Khorloogiin Bayanmönkh · Mongoliet | József Csatári · Ungern |

## Resultat
Legend
- TF — Vinst genom fall
- IN — Vinst genom att motståndaren skadas
- DQ — Vinst genom passivitet
- D1 — Vinst genom passivitet, vinnaren är också passiv
- D2 — Båda brottarna förlorade på grund av passivitet
- FF — Vinst genom förverkande
- DNA — Anlände inte
- TPP — Totala straffpoäng
- MPP — Matchstraffpoäng

Straff
- 0 — Vinst genom fall, teknisk överlägsenhet, passivitet, skada och förverkande
- 0.5 — Vinst på poäng, 8-11 poängs skillnad
- 1 — Vinst på poäng, 1-7 poängs skillnad
- 2 — Vinst på passivitet,  vinnaren är också passiv
- 3 — Förlust på poäng, 1-7 poängs skillnad
- 3.5 — Förlust på poäng, 8-11 poängs skillnad
- 4 — Förlust genom fall, teknisk överlägsenhet, passivitet, skada och förverkande

### Elimineringsrunda

#### Omgång 1
| TPP | MPP |                              | Poäng |                      | MPP | TPP |
| --- | --- | ---------------------------- | ----- | -------------------- | --- | --- |
| 1   | 1   | Vasil Todorov (BUL)          |       | Gerd Bachmann (GDR)  | 3   | 3   |
| 0   | 0   | Ivan Jarigin (URS)           | 0:27  | Bruno Jutzeler (SUI) | 4   | 4   |
| 4   | 4   | Shizuo Yada (JPN)            | 1:24  | Harry Geris (CAN)    | 0   | 0   |
| 0   | 0   | Enache Panait (ROU)          | 5:08  | Robert N'Diaye (SEN) | 4   | 4   |
| 1   | 1   | Abolfazl Anvari (IRI)        |       | Karel Engel (TCH)    | 3   | 3   |
| 1   | 1   | Khorloogiin Bayanmönkh (MGL) |       | Alfons Hecher (FRG)  | 3   | 3   |
| 3   | 3   | Henk Schenk (USA)            |       | József Csatári (HUN) | 1   | 1   |
| 1   | 1   | Ryszard Długosz (POL)        |       | Julio Tamussin (ITA) | 3   | 3   |
| 0   |     | Alaattin Yıldırım (TUR)      |       | Bye                  |     |     |

#### Omgång 2
| TPP | MPP |                         | Poäng |                              | MPP | TPP |
| --- | --- | ----------------------- | ----- | ---------------------------- | --- | --- |
| 4   | 4   | Alaattin Yıldırım (TUR) | 0:00  | Vasil Todorov (BUL)          | 0   | 1   |
| 7   | 4   | Gerd Bachmann (GDR)     | 2:11  | Ivan Jarigin (URS)           | 0   | 0   |
| 4   | 0   | Bruno Jutzeler (SUI)    | 4:20  | Shizuo Yada (JPN)            | 4   | 8   |
| 3   | 3   | Harry Geris (CAN)       |       | Enache Panait (ROU)          | 1   | 1   |
| 8   | 4   | Robert N'Diaye (SEN)    | 2:09  | Abolfazl Anvari (IRI)        | 0   | 1   |
| 7   | 4   | Karel Engel (TCH)       | 1:32  | Khorloogiin Bayanmönkh (MGL) | 0   | 1   |
| 4   | 1   | Alfons Hecher (FRG)     |       | Henk Schenk (USA)            | 3   | 6   |
| 1   | 0   | József Csatári (HUN)    | 8:28  | Ryszard Długosz (POL)        | 4   | 5   |
| 3   |     | Julio Tamussin (ITA)    |       | Bye                          |     |     |

#### Omgång 3
| TPP | MPP |                         | Poäng |                              | MPP | TPP |
| --- | --- | ----------------------- | ----- | ---------------------------- | --- | --- |
| 6.5 | 3.5 | Julio Tamussin (ITA)    |       | Vasil Todorov (BUL)          | 0.5 | 1.5 |
| 0   | 0   | Ivan Jarigin (URS)      | 2:20  | Harry Geris (CAN)            | 4   | 7   |
| 8   | 4   | Bruno Jutzeler (SUI)    | 7:42  | Enache Panait (ROU)          | 0   | 1   |
| 5   | 4   | Abolfazl Anvari (IRI)   | 2:04  | Khorloogiin Bayanmönkh (MGL) | 0   | 1   |
| 7   | 3   | Alfons Hecher (FRG)     |       | József Csatári (HUN)         | 1   | 2   |
| 5   |     | Ryszard Długosz (POL)   |       | Bye                          |     |     |
| 4   |     | Alaattin Yıldırım (TUR) |       | DNA                          |     |     |

#### Omgång 4
| TPP | MPP |                       | Poäng |                              | MPP | TPP |
| --- | --- | --------------------- | ----- | ---------------------------- | --- | --- |
| 7   | 2   | Ryszard Długosz (POL) |       | Vasil Todorov (BUL)          | 2   | 3.5 |
| 0   | 0   | Ivan Jarigin (URS)    | 2:58  | Abolfazl Anvari (IRI)        | 4   | 9   |
| 5   | 4   | Enache Panait (ROU)   | 4:27  | Khorloogiin Bayanmönkh (MGL) | 0   | 1   |
| 2   |     | József Csatári (HUN)  |       | Bye                          |     |     |

#### Omgång 5
| TPP | MPP |                              | Poäng |                     | MPP | TPP |
| --- | --- | ---------------------------- | ----- | ------------------- | --- | --- |
| 2   | 0   | József Csatári (HUN)         | 8:56  | Vasil Todorov (BUL) | 4   | 7.5 |
| 0   | 0   | Ivan Jarigin (URS)           | 1:47  | Enache Panait (ROU) | 4   | 9   |
| 1   |     | Khorloogiin Bayanmönkh (MGL) |       | Bye                 |     |     |

#### Sista omgångarna
| TPP | MPP |                              | Poäng |                              | MPP | TPP |
| --- | --- | ---------------------------- | ----- | ---------------------------- | --- | --- |
|     | 1   | Khorloogiin Bayanmönkh (MGL) |       | József Csatári (HUN)         | 3   |     |
|     | 0   | Ivan Jarigin (URS)           | 5:21  | Khorloogiin Bayanmönkh (MGL) | 4   | 5   |
| 7   | 4   | József Csatári (HUN)         | 2:04  | Ivan Jarigin (URS)           | 0   | 0   |